# Оліва-де-Мерида
Оліва-де-Мерида (ісп. Oliva de Mérida) — муніципалітет в Іспанії, у складі автономної спільноти Естремадура, у провінції Бадахос. Населення — 1850 осіб (2010).
Муніципалітет розташований на відстані близько 280 км на південний захід від Мадрида, 75 км на схід від Бадахоса.
На території муніципалітету розташовані такі населені пункти: (дані про населення за 2010 рік)
- Абехаронес-де-Арріба-і-Абахо: 1 особа
- Кампо-Амено: 0 осіб
- Ла-Оса-і-Навас: 0 осіб
- Ла-Гарса: 1 особа
- Оліва-де-Мерида: 1844 особи
- Ла-Сапатера: 4 особи

## Демографія
Динаміка населення (INE ):